# 782 Montefiore
Montefiore (asteroide 782) é um asteroide da cintura principal com um diâmetro de 11,88 quilómetros, a 2,095873 UA. Possui uma excentricidade de 0,0385567 e um período orbital de 1 175,58 dias (3,22 anos).
Montefiore tem uma velocidade orbital média de 20,17307536 km/s e uma inclinação de 5,26248º.
Esse asteroide foi descoberto em 18 de Março de 1914 por Johann Palisa.